# Détain
Détain est une ancienne commune française, située dans le département de la Côte-d'Or en région Bourgogne-Franche-Comté.

## Histoire
En 1164 l'abbaye Saint-Vivant de Vergy cède à Citeaux une grande partie du territoire de Détain. À cette occasion, Détain est appelé grange : « omni libertate faciant grangiam suam ». Mais Citeaux ne peut pas payer la dette contractée pour cette acquisition et en 1452 Détain retourne à Saint-Vivant. Il y a une cave à fromage et une bergerie, une carrière de pierre et de lave (toutes mentionnées en 1380), une grange à céréales (bleds), un four, et une église dès 1164. En 1431 elle est occupée par un convers et deux familles de métayers - un des rares site occupés pendant la guerre de cent ans. En 1610 une colonie de lorrains s'installe sur les terres de Détain, avec l'accord des religieux. Au XVIIIe siècle ce domaine comprend le domaine de Grenille, celui de Margaret et des forêts. À quelques centaines de mètres à l'est se trouve une « maison forestière de Vergy ».
La commune a disparu officiellement le 1er janvier 1806 à la suite de la fusion avec sa voisine Bruant. La nouvelle commune s'appelle Détain-et-Bruant.

## Administration
| Période                                  | Période | Identité | Étiquette | Qualité |
| ---------------------------------------- | ------- | -------- | --------- | ------- |
|                                          |         |          |           |         |
| Les données manquantes sont à compléter. |         |          |           |         |